# 塞文碱茅
塞文碱茅（学名：Puccinellia sevangensis）为禾本科碱茅属下的一个种。